# Fabrizio Lucchi
Fabrizio Lucchi (Gambettola, 8 maggio 1957) è un ex calciatore italiano, di ruolo attaccante.

## Carriera
Ha giocato una partita in Serie A con la maglia del Cesena nella stagione 1976-1977 e 27 incontri (con una rete) cinque anni dopo in Serie A sempre con la squadra romagnola.